# Lena Dunham
Lena Dunham (Nova Iorque, 13 de maio de 1986) é uma atriz, roteirista e cineasta americana. Ela dirigiu o filme independente Tiny Furniture (2010) e foi a criadora e protagonista da série Girls da HBO. Em 2012, foi indicada a quatro Emmy Awards por Girls nas categorias roteiro, direção, produção e atriz. Ela também ganhou dois Golden Globes pela série. Dunham é a primeira mulher a ser premiada pelo Directors Guild Award por direção de uma série de comédia.

## Educação
Dunham nasceu na cidade de Nova Iorque. É filha de Laurie Simmons, uma fotógrafa e designer, e Carroll Dunham, um pintor. Seu pai é protestante e sua mãe é judia.
Ela estudou na escola Saint Ann's, no Brookly, onde conheceu Jemima Kirke, atriz de Tiny Furniture e uma das protagonistas de Girls. Ela estudou escrita criativa na Universidade de Oberlin, onde se formou em 2008.

## Carreira
Pelo filme Tiny Furniture, lançado em 2010, Dunham foi premiada como Melhor Longa Metragem de Ficção no festival texano South by Southwest. Consequentemente, houve interesse em exibi-lo em vários outros festivais cinematográficos, como o Maryland Filme Festival. A própria Dunham interpreta a personagem pessoal, Aura. A mãe de Dunham, Laurie, interpreta a mãe de Aura assim como sua irmã na vida real, Grace, também faz o papel da irmã de Aura. Jemima Kirke, sua amiga de infância, atuou também no filme como amiga de Aura. Jemima, que nunca se viu como atriz, disse à imprensa que só participou do filme como "um favor" à Lena.
Girls recebeu aprovação da HBO no começo de 2012. O produtor executivo da série é Judd Apatow. Os três primeiros episódios foram exibidos na edição de 2012 do festival South by Southwest e receberam críticas positivas. A primeira temporada foi ao ar em 15 de Abril de 2012. Pelo seriado, Dunham recebeu quatro indicações ao Emmy nas categorias atriz, roteiro, produção e direção. No Golden Globes, Dunham foi premiada como melhor atriz em Comédia ou Musical e Girls recebeu o prêmio de melhor série na categoria comédia. Em Fevereiro de 2013, Dunham foi a primeira mulher a ganhar o prêmio de melhor diretora na categoria série de comédia no Directors Guild Award.
Em janeiro de 2014, a terceira temporada de Girls foi ao ar.
Dunham teve uma participação no filme Supporting Characters, junto com Alex Karpovsky, co-star de Girls.
Em Outubro de 2012, Dunham assinou um contrato de 3.7 milhões de dólares com a editora Random House para publicar seu primeiro livro, chamado Not That Kind of Girls: A Young Women Tells You What She's Learned.
Dunham foi hostess do programa Saturday Night Live pela primeira vez em 8 de Março de 2014. O convidado musical foi a banda The National.

## Vida Pessoal
Em 2012, Dunham e Jack Antonoff, guitarista da banda Fun, começaram a namorar.
Dunham e Jemima Kirke, co-star de Girls, são amigas desde a infância. Uma das suas poucas amigas, segundo a própria atriz e diretora que já declarou: "Primeiro, eu era uma criança pequenina que não tinha amigos. Depois, era uma adolescente gorda que não tinha amigos."
Na infância, Dunham foi diagnosticada com transtorno obsessivo compulsivo e até hoje continua a tomar baixas doses de antidepressivo para controlar a ansiedade.
Em dezembro de 2016 disse que gostaria de ter feito um aborto para poder lutar de uma forma mais eficaz contra o estigma que existe nas sociedades.

## Corpo
Em Girls, Dunham escreve e atua em diversas cenas em que aparece nua. Isso fomentou uma discussão sobre padrões de beleza e seu corpo. A colunista Emily Nussbaum, do New York Times, a descreve como "pequena e em formato de pera"  "Dunham se deixa filmar nua, com a pele manchada, dobras na barriga, queixo duplo ou deitada de costas com as pernas abertas numa mesa de um ginecologista. Essas cenas não deveriam chocar, mas chocam porque poucas mulheres tem a coragem de se mostrar assim, abertamente ao julgamento alheio, por causa da nossa cultura repleta de Photoshop e Botox".
O corpo de Dunham e a forma como ela se utiliza dele em Girls costuma virar alvo de críticas da mídia. Em seu programa de rádio, Howard Stern a chamou de "uma menina gorda e sem talento que mais se parece com Jonah Hill" e afirmou que toda a sua nudez na série "estuprava os olhos". Joan River também falou mal publicamente sobre o corpo de Dunham, no programa de Howard Stern. "A mensagem que ela passa é que é ok ser gorda. Seja gorda, desenvolva diabetes. Todo mundo morre, perca seus dedos." As críticas reforçaram a discussão sobre a forma desigual como homens e mulheres são percebidos em Hollywood.
Em fevereiro de 2014, Dunham foi capa da revista Vogue norte-americana. Conquista percebida como um grande feito para as mulheres de corpo real, já que a publicação é conhecida por exigir que suas mulheres de capa exibam corpos em forma (existe o rumor de que Anna Wintour, diretora de redação da revista, exigiu que Oprah, uma das mulheres mais poderosas do mundo, emagrecesse antes de posar para a capa).
Nesta época, o site dito feminista Jezebel ofereceu 10 mil dólares de recompensa para quem enviasse as fotos de Dunham sem Photoshop. Em 48 horas, as imagens originais chegaram à redação. No entanto, o uso do Photoshop foi mínimo. A revista TIME escreveu sobre o assunto: "O problema foi que Jezebel não admitiu que eles estavam errados ao assumir que a imagem de Dunham estaria drasticamente alterada (...) Se esse shooting representou algo, foi uma grande mudança na Vogue: uma publicação que frequentemente muda o corpo de suas modelos para enquadrá-las numa escola ideal para suas capas."

## Filmografia

### Filmes
| Ano  | Filme                                      | Personagem                        | Notas                                  |
| ---- | ------------------------------------------ | --------------------------------- | -------------------------------------- |
| 2006 | Dealing                                    | Georgia                           |                                        |
| 2007 | Una & Jacques                              | -                                 |                                        |
| 2009 | The House of the Devil                     | Operadora 911                     |                                        |
| 2009 | Creative Nonfiction                        | Ella                              |                                        |
| 2009 | The Viewer                                 | Voz                               |                                        |
| 2009 | Family Tree                                | Lena                              |                                        |
| 2010 | Gabi on the Roof in July                   | Colby                             |                                        |
| 2010 | Tiny Furniture                             | Aura                              |                                        |
| 2011 | The Innkeepers                             | Barista                           |                                        |
| 2012 | Nobody Walks                               | -                                 |                                        |
| 2012 | Supporting Characters                      | Alexa                             |                                        |
| 2012 | This Is 40                                 | -                                 |                                        |
| 2014 | Happy Christmas                            | Carson                            |                                        |
| 2015 | Sky                                        | Billie                            |                                        |
| 2016 | My Art                                     | Meryl                             |                                        |
| 2016 | My Entire High School Sinking Into the Sea | Mary                              | Voz                                    |
| 2019 | Once Upon a Time in Hollywood              | "Gypsy"                           |                                        |
| 2020 | The Stand In                               | Lisa                              |                                        |
| 2020 | Honeydew                                   | Delilah                           | Cameo                                  |
| 2021 | Music                                      | Administradora no telefone com Zu |                                        |
| 2022 | Sharp Stick                                | Heather                           | Também escritora, produtora e diretora |
| 2022 | Catherine Called Birdy                     | —                                 | Escritora, produtora e diretora        |
| 2023 | Judy Blume Forever                         | Ela mesma                         | Documentário                           |
| 2024 | Treasure                                   | Ruth                              | Produtora                              |
| 2024 | I Wish You All the Best                    |                                   |                                        |
| TBA  | Good Sex                                   | —                                 | Escritora, produtora e diretora        |

### Televisão
| Ano         | Filme                       | Personagem      | Notas                                                               |
| ----------- | --------------------------- | --------------- | ------------------------------------------------------------------- |
| 2007        | Tight Shots                 | -               |                                                                     |
| 2009        | Delusional Downtown Divas   | Oona            |                                                                     |
| 2011        | Mildred Pierce              | Enfermeira 1    |                                                                     |
| 2012 - 2017 | Girls                       | Hannah Horvath  | Papel principal; criadora, escritora diretora e produtora executiva |
| 2017        | American Horror Story: Cult | Valerie Solanas | 1 episódio                                                          |
| 2018        | Camping                     | —               | Criadora, produtora executiva e escritora                           |
| 2020        | Industry                    | —               | Diretora: "Induction"                                               |
| 2021        | Generation                  | —               | Produtora executiva Escritora: "Gays and Confused"                  |
| 2025        | Too Much                    | Nora South      | Também co-criadora, produtora executiva, escritora e diretora       |